# کاترینا ایلوویرتا
کاترینا ایلوویرتا (انگلیسی: Katriina Elovirta; ۱۵ فوریهٔ ۱۹۶۱ – ۱۹ ژوئن ۲۰۱۸) بازیکن فوتبال اهل فنلاند بود.
وی همچنین در تیم ملی فوتبال زنان فنلاند بازی کرده‌است.